# Gyöngyvirág
A gyöngyvirág (Convallaria majalis) a spárgafélék (Asparagaceae) családjába, a Nolinoideae alcsaládba tartozó Convallaria nemzetség egyetlen faja. Európában és Ázsia mérsékelt éghajlatú tájain őshonos, elsősorban tölgyesekben fordul elő, de megterem lombos erdőinkben, ligetekben és bárhol, ahol a talaj nyirkos. Még meszes talajon is tenyészik, ha árnyékba telepítik, és a föld nem szárad ki hamar. Kedvelt lágy szárú, évelő virág és gyógynövény, sokfelé kertekben ültetik. Népies nevei: májusi virág, kakukkvirág.
A talajban tarackszerű, vékony, elágazó rizómái futnak. Ebből fejlődik a hajtás, aminek a csúcsi részén hártyás allevelek és 2 hosszú nyelű, élénkzöld lomblevél fejlődik. A levelek lemeze 10–20 cm hosszú, elliptikus, hegyes csúcsú.
Drogja a lomblevele (Convallariae folium), amit a gyógyszeripar dolgoz fel.
Rendkívül mérgező növény: szívglikozidjai, (convallatoxin) és szaponinjai rendszertelen és lassú pulzust, hasi fájdalmat és hasmenést okoznak. Közepes mennyiségben fogyasztása halálhoz vezet. Külsőleg ízületi bántalmak ellen használják, más anyagai szívgyógyszerek.
A virágzási ideje május-június között van.

## Ünnepek
- Franciaországban 1561 óta május 1-jén tartják a gyöngyvirág ünnepét (fête du muguet), mivel IX. Károly ekkor tette hivatalos aktussá azt a néphagyományt, amely szerint az ezen a napon ajándékba adott gyöngyvirágszál szerencsét hoz.

A gyöngyvirág Jugoszlávia szimbolikus növénye volt, és 1967-ben Finnország nemzeti virágává nyilvánították.

## Képek

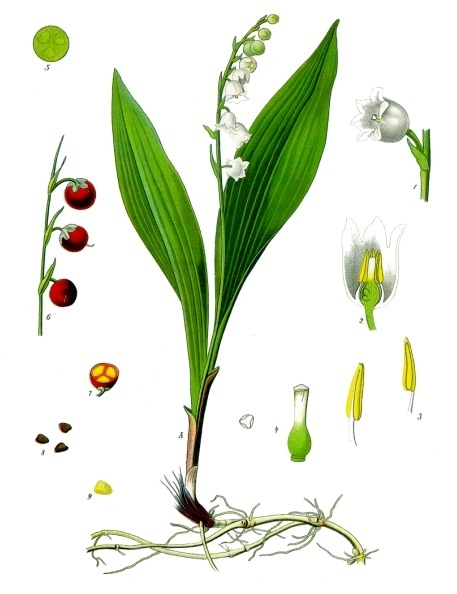
Gyöngyvirág egy 19. századi illusztrációja
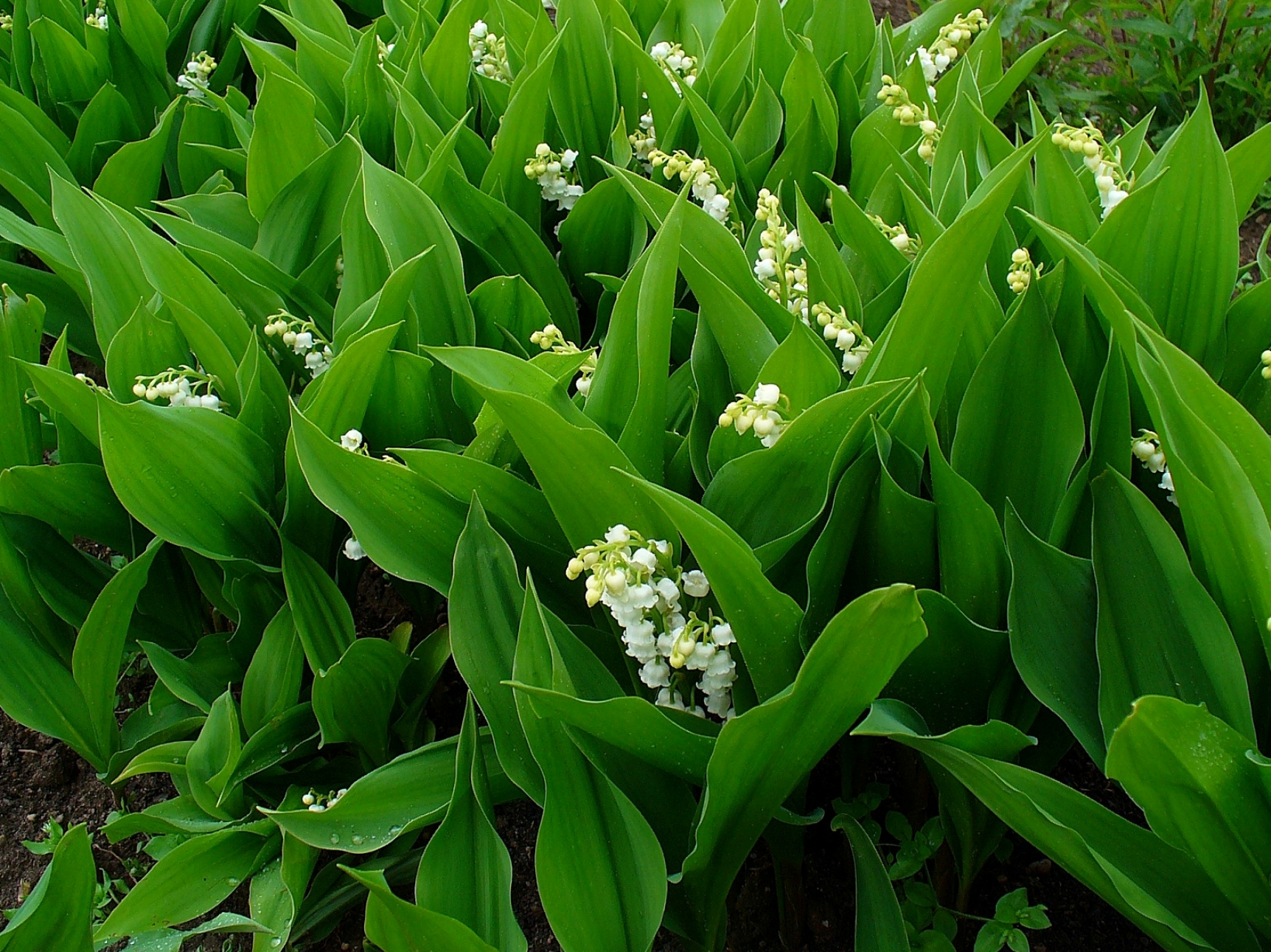
habitusa
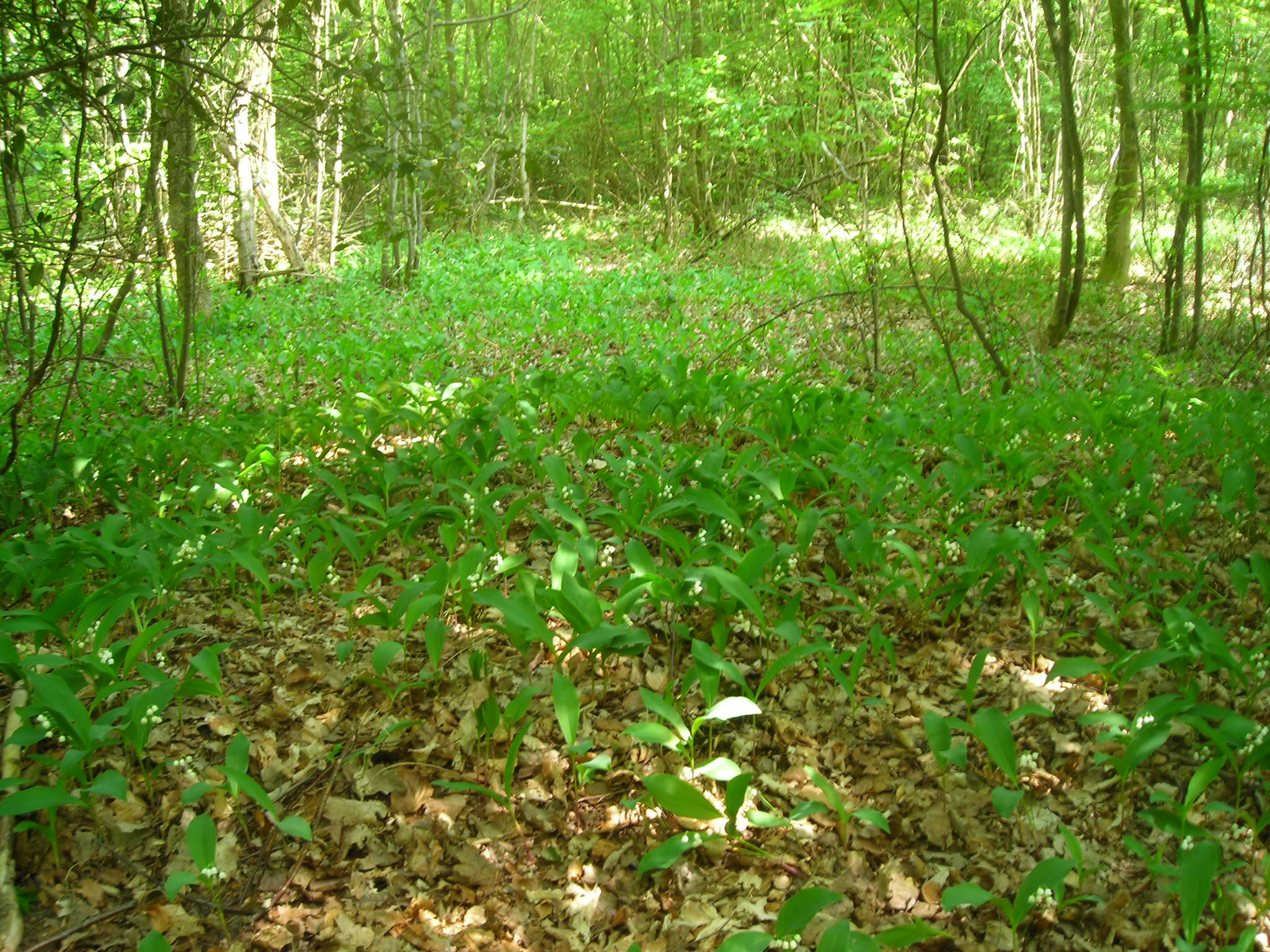
Természetes élőhelyén
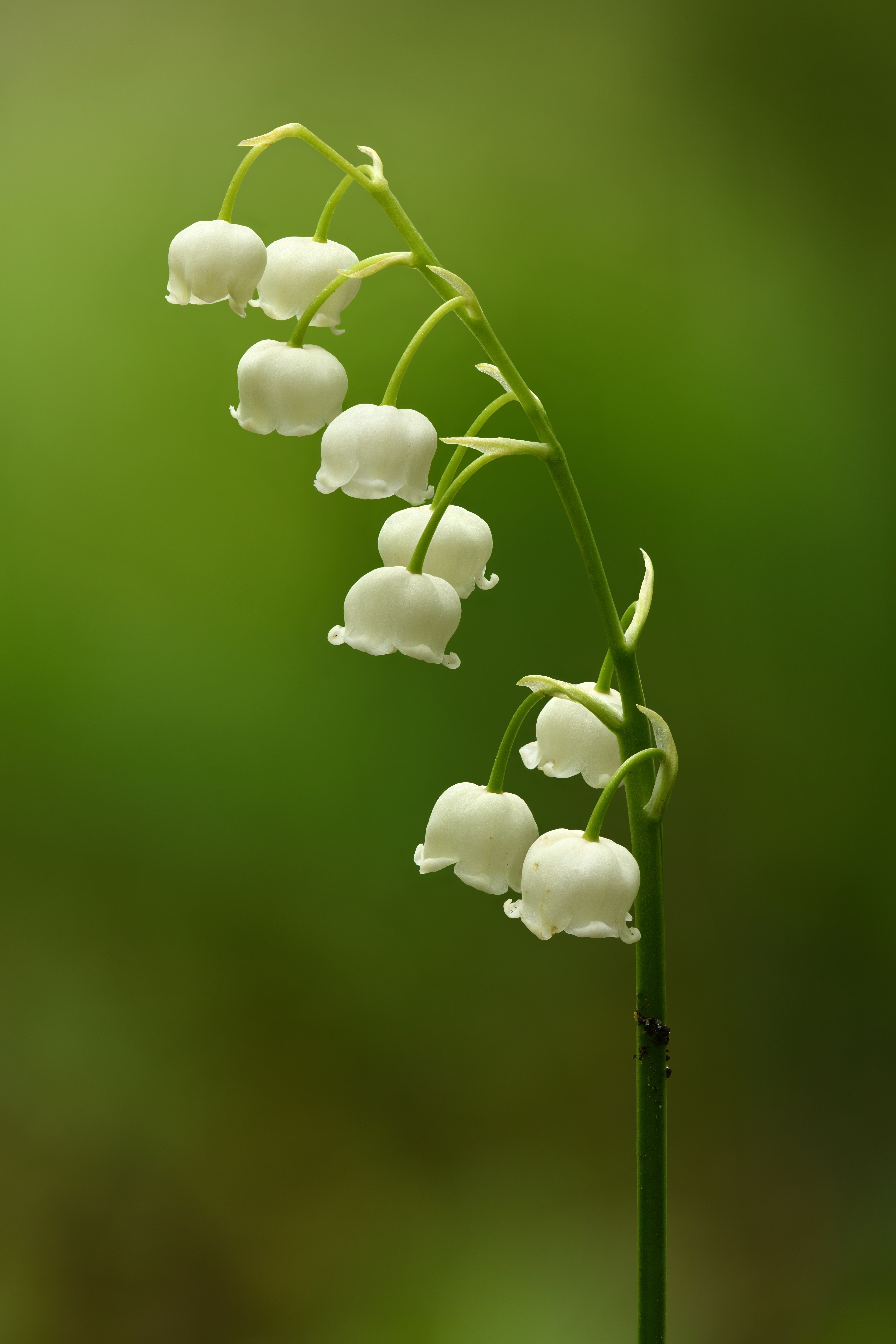
Virágai
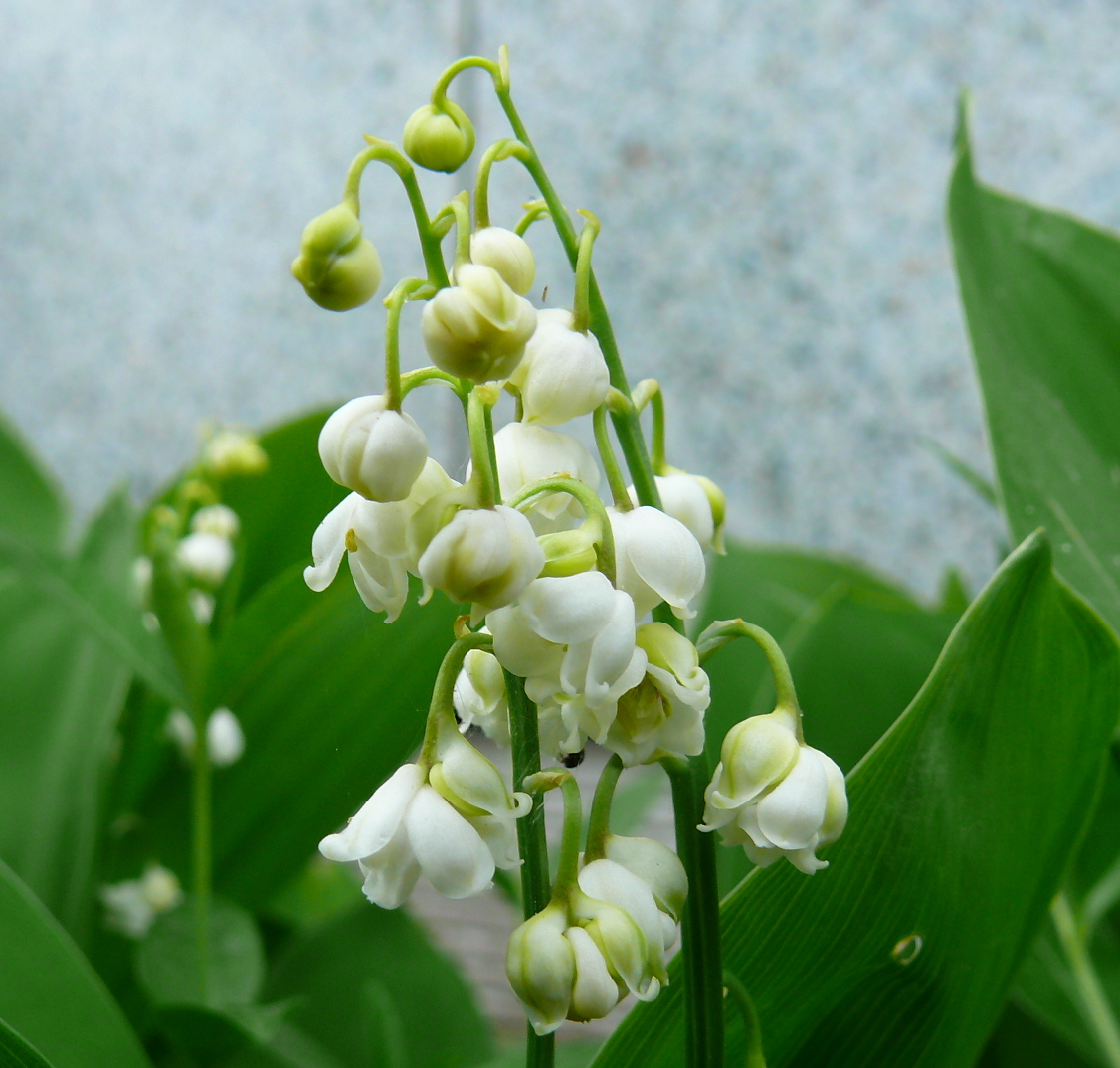
'Plena' teltvirágú változat
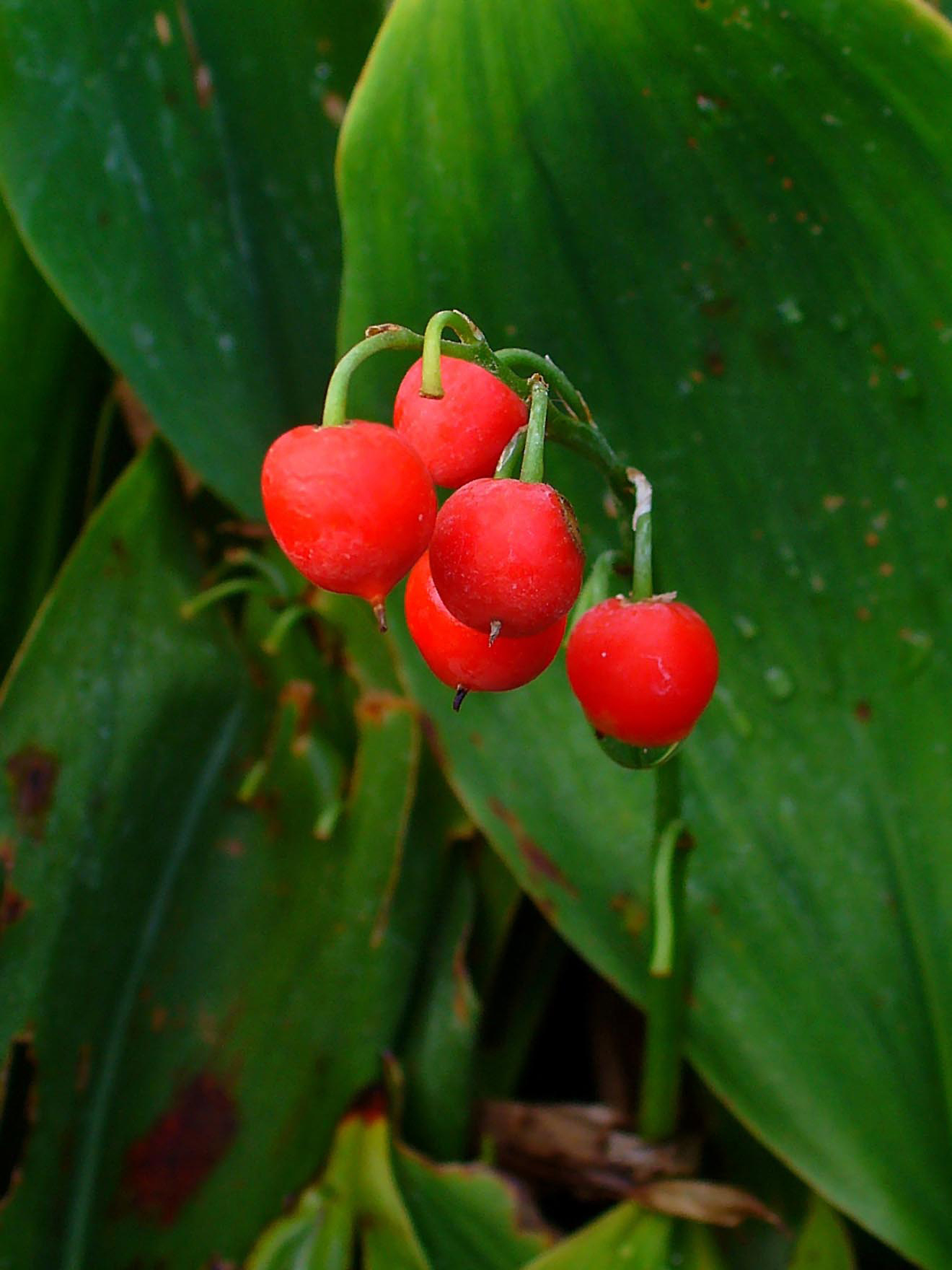
Termése